# 郎所
郎所（1918年—1991年），男，江苏镇江人，中国动物学家，曾任华东师范大学生物系主任、教授、博士生导师。